# Plaine vénéto-frioulane

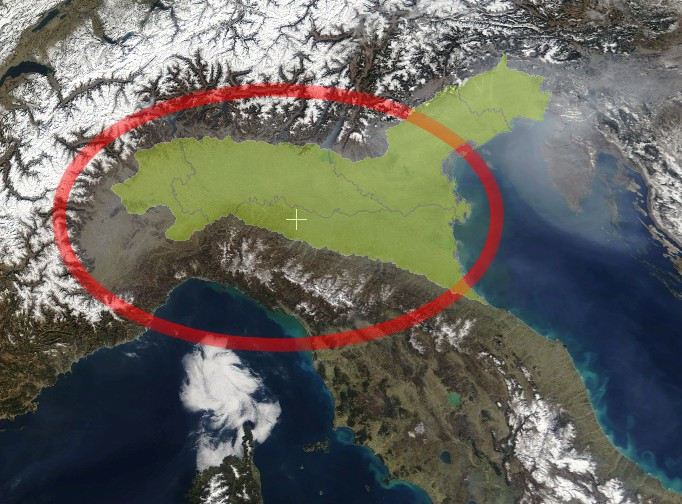
L'Italie du Nord. En vert, la plaine du Pô (dans l'ellipse) et la plaine vénéto-frioulane (en dehors).

La plaine veneto-frioulane est la zone de plaine en arc de cercle couvrant le centre oriental de la Vénétie (plaine vénète) et le centre méridional du Frioul (plaine frioulane).

## Caractéristiques
La plaine veneto-frioulane est située, pratiquement sans discontinuité en l'absence de chaîne montagneuse séparant les deux parties, au nord-est de la Plaine du Pô. Le territoire est délimité, au nord, par les reliefs des Préalpes vénètes orientales et de la Carnia, à l'est, par le Carso, au sud, par le large golfe de Venise, et à l'ouest, par l'Adige, les mont Lessins (it), les collines bériques (it) et les monts Euganéens qui la séparent partiellement de la plaine du Pô.
L'extrémité nord de la plaine frioulane constitue la haute plaine, avec une altitude moyenne de 100 mètres ; elle s'étend entre Aviano (extrémité occidentale), Vivaro, Spilimbergo, San Daniele del Friuli, Udine et Cividale del Friuli (extremité orientale).
La plaine veneto-frioulane est principalement traversée par la Brenta, le Bacchiglione, le Musone (it), le Dese, le Zero, le Sile, le Piave, la Livenza, le Lemene, le Tagliamento et l'Isonzo.